# Paul Marcus
Pour les articles homonymes, voir Marcus.
Paul Marcus (30 mai 1954 à Londres - 13 février 2011 à Londres) est un réalisateur et producteur de télévision britannique.

## Filmographie
- 1998 : Point de rupture
- 2004 : Imperium : Nerone
- 2005 : Heidi